# Thourotte
Thourotte là một xã thuộc tỉnh Oise trong vùng Hauts-de-France phía bắc nước Pháp. Xã này nằm ở khu vực có độ cao từ 32-71 mét trên mực nước biển. Dân số năm 2006 là 4857 người.